# Północno-zachodnia grań Ciemniaka

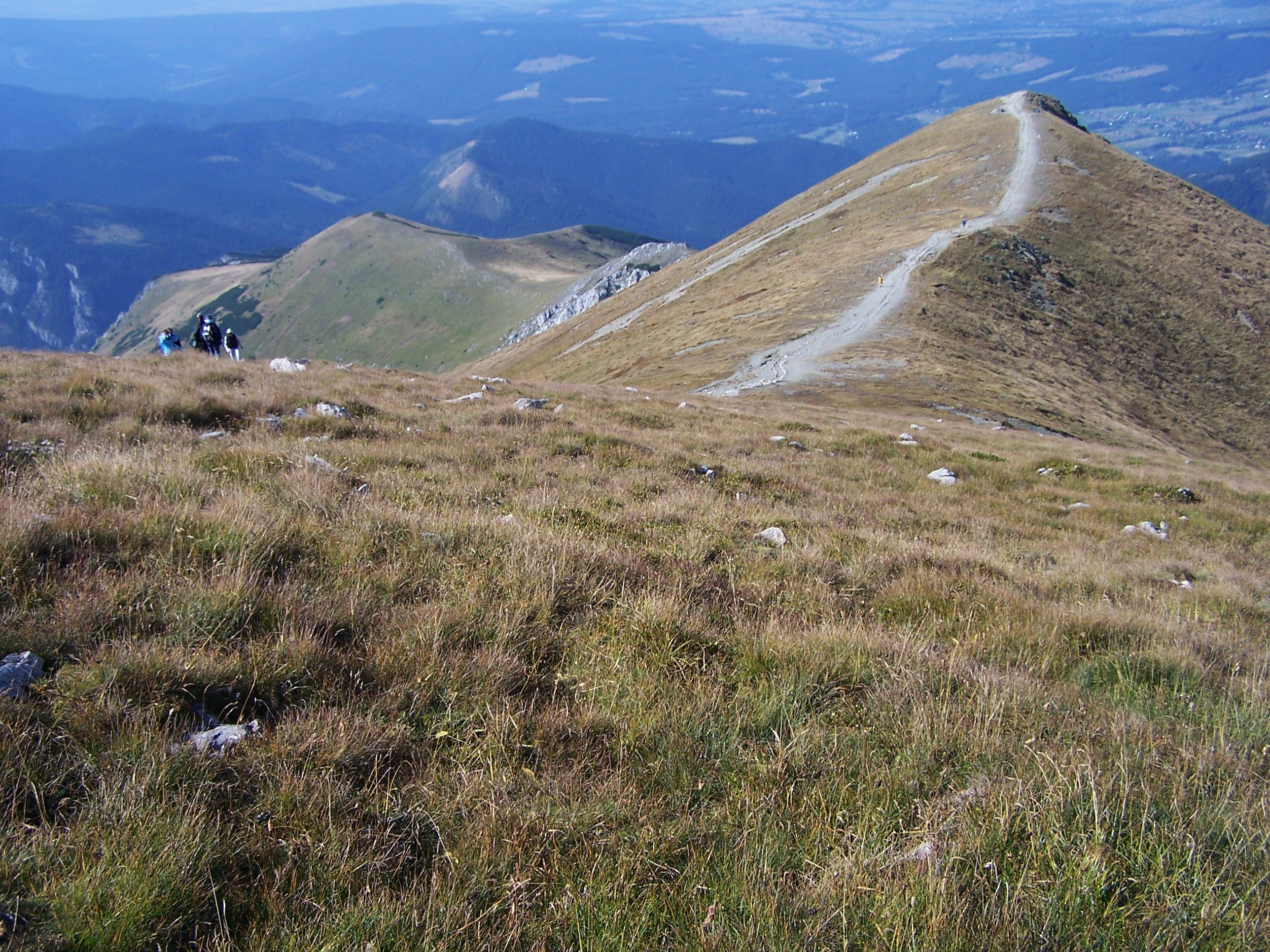
Północno-zachodnia grań Ciemniaka

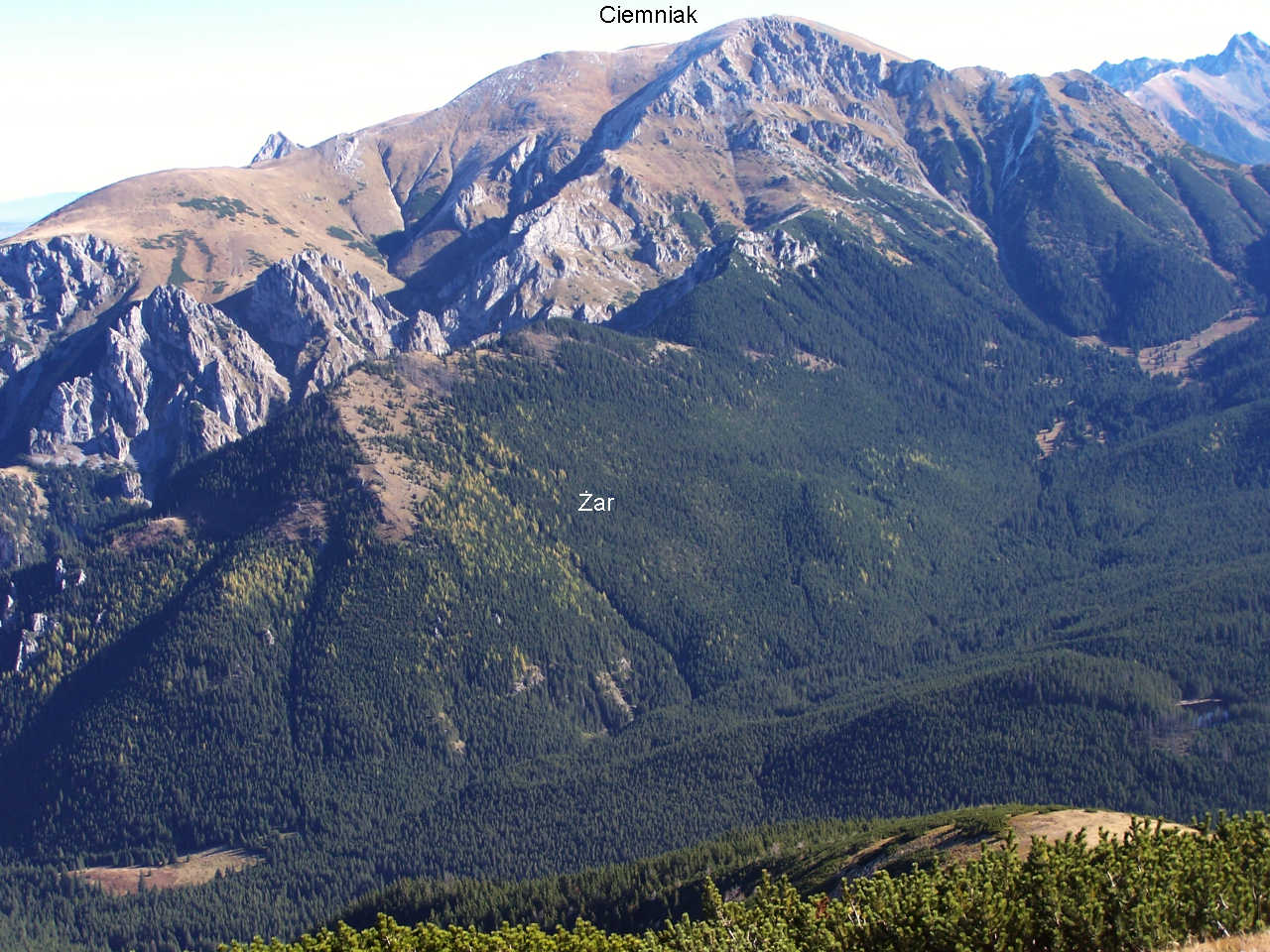
Fragment grani Ciemniaka

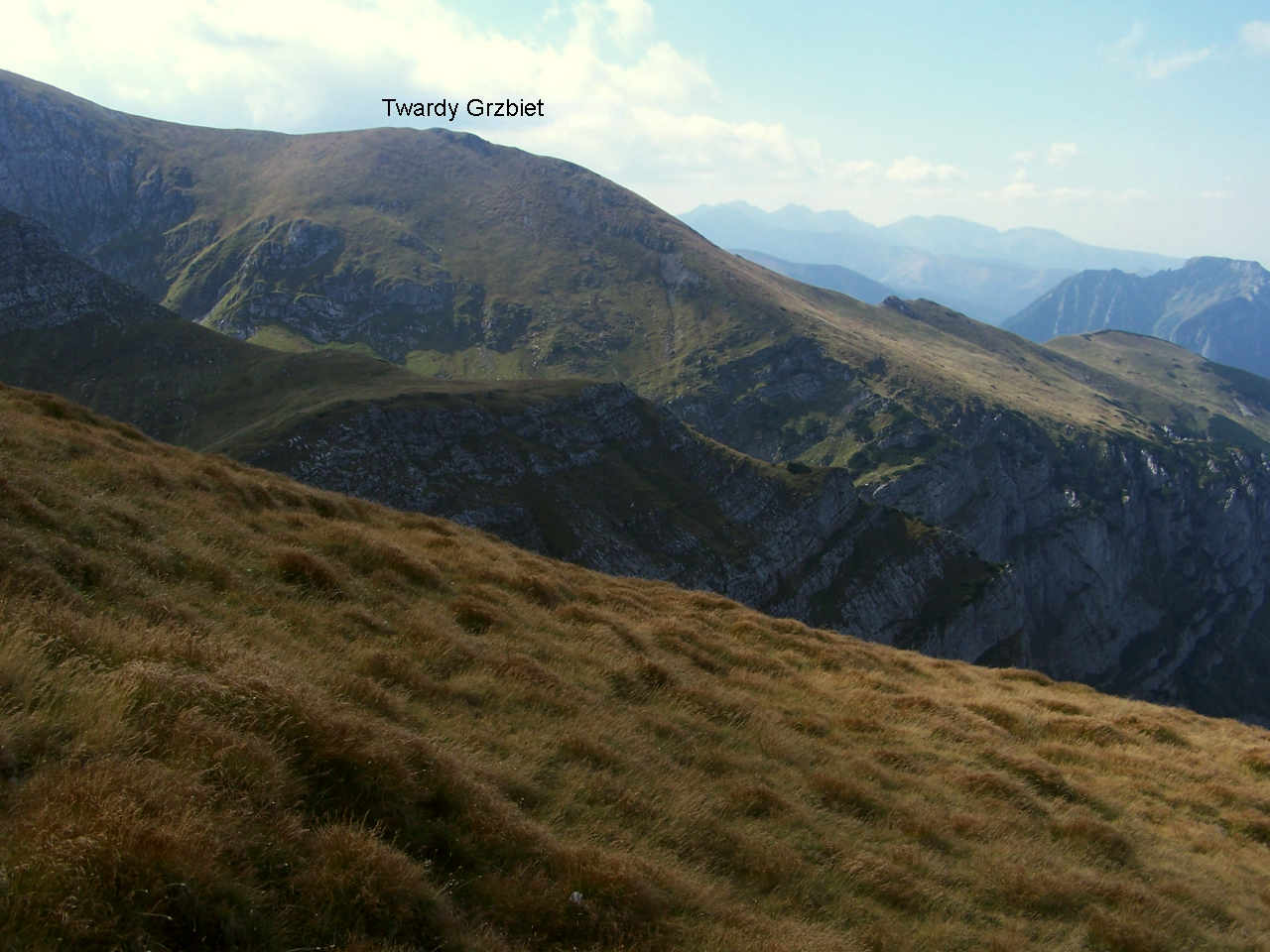
Fragment grani Ciemniaka

Północno-zachodnia grań Ciemniaka – jedna z czterech grani Ciemniaka (2096 m) w polskich Tatrach Zachodnich. Opada od jego kopuły szczytowej w północno-zachodnim kierunku, oddzielając Dolinę Kościeliską od jej odgałęzienia – Doliny Miętusiej. Dolny koniec grani znajduje się w widłach Kościeliskiego Potoku i Miętusiego Potoku (ok. 948 m n.p.m.). Długość grani wynosi około 4 km, a deniwelacja 1148 m. W grani tej w kolejności od góry na dół znajdują się:
- Twardy Grzbiet (górny odcinek grani)
  - Szerokie Siodło
  - Twarda Kopa (2026 m). Odchodzą od niej trzy grzędy i wypukłości:
    - wschodnia grzęda podcięta stromymi ściankami nad Doliną Mułową
    - północna, bardzo niepozorna grzęda zakończona Kazalnicą Miętusią
    - zachodnia, ledwo rozróżnialna wypukłość, niżej przechodząca w wyraźną grań zakończoną Lodową Basztą
- Chuda Przełączka (ok. 1850 m)
- Chuda Turnia (1858 m)
- Przełączka przy Kopie (ok. 1775 m)
- Upłaziańska Kopa (1796 m)
  - wypukłość zakończona Wysoką Turnią
- Siodło za Piecem (ok. 1450 m)
- Piec (ok. 1460 m)
- Upłaziańska Kopka (1457 m)
- Upłaziański Wierszyk (1203 m)
- Adamica (stok kończący grań).

Od północno-zachodniej grani Ciemniaka odchodzi kilka grzęd i wypukłości. Tworzą one obramowania dla bocznych dolinek i żlebów po obydwu stronach grani. Tylko partie szczytowe powyżej Chudej Przełączki zbudowane są ze skał krystalicznych (alaskity, rodzaj granitów), natomiast całą grań poniżej budują skały osadowe (wapienie i dolomity). Również wierzchołek Ciemniaka zbudowany jest ze skał osadowych.

## Szlaki turystyczne
– odcinek czerwonego szlaku z Wyżniej Kiry Miętusiej w Dolinie Kościeliskiej przez Adamicę i północno-wschodnią granią Ciemniaka na jego szczyt. Czas przejścia: 3:25 h, ↓ 2:30 h.